# ساحة وطاء الحمام

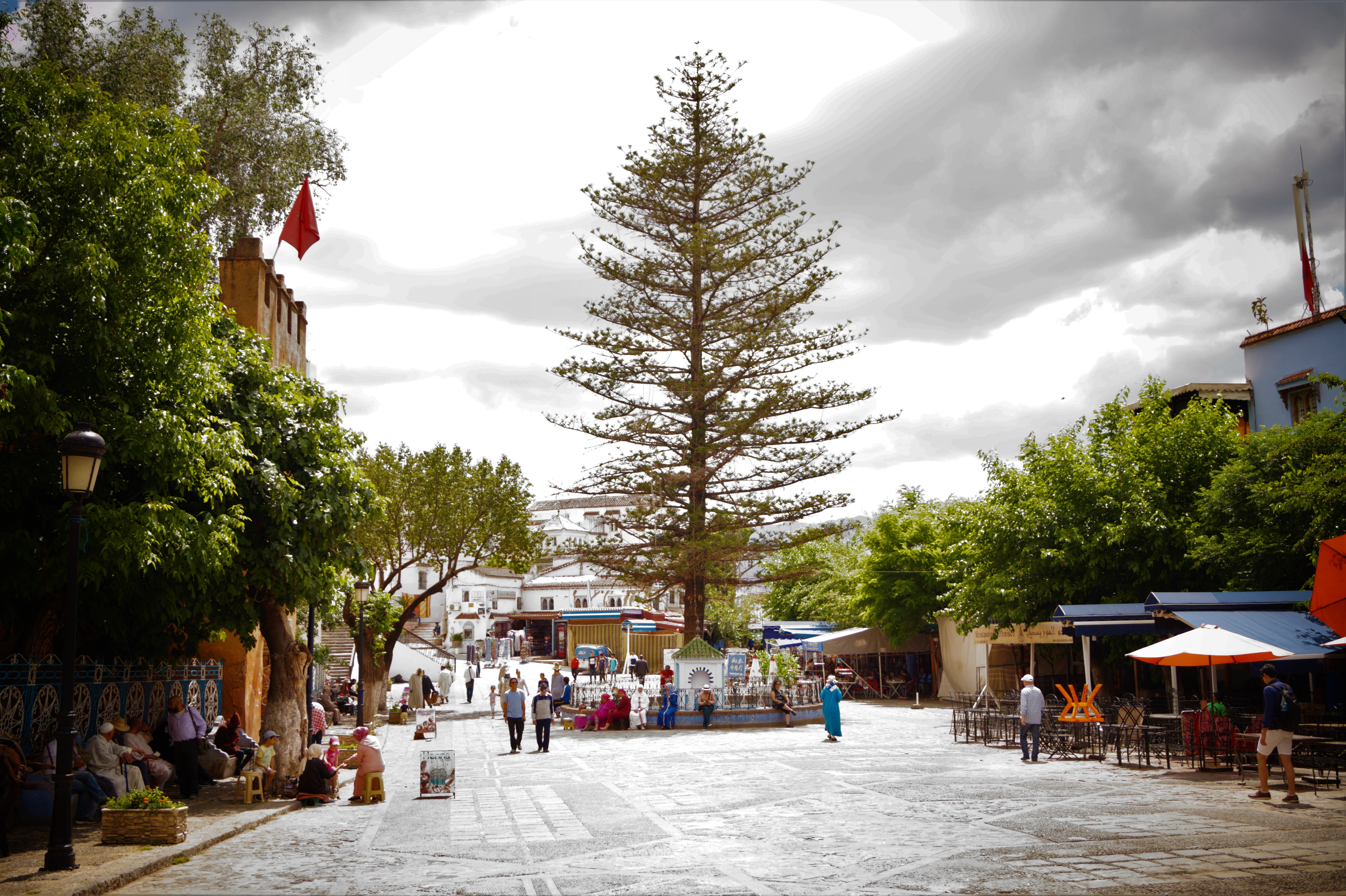
ساحة وطاء الحمام نهارًا.

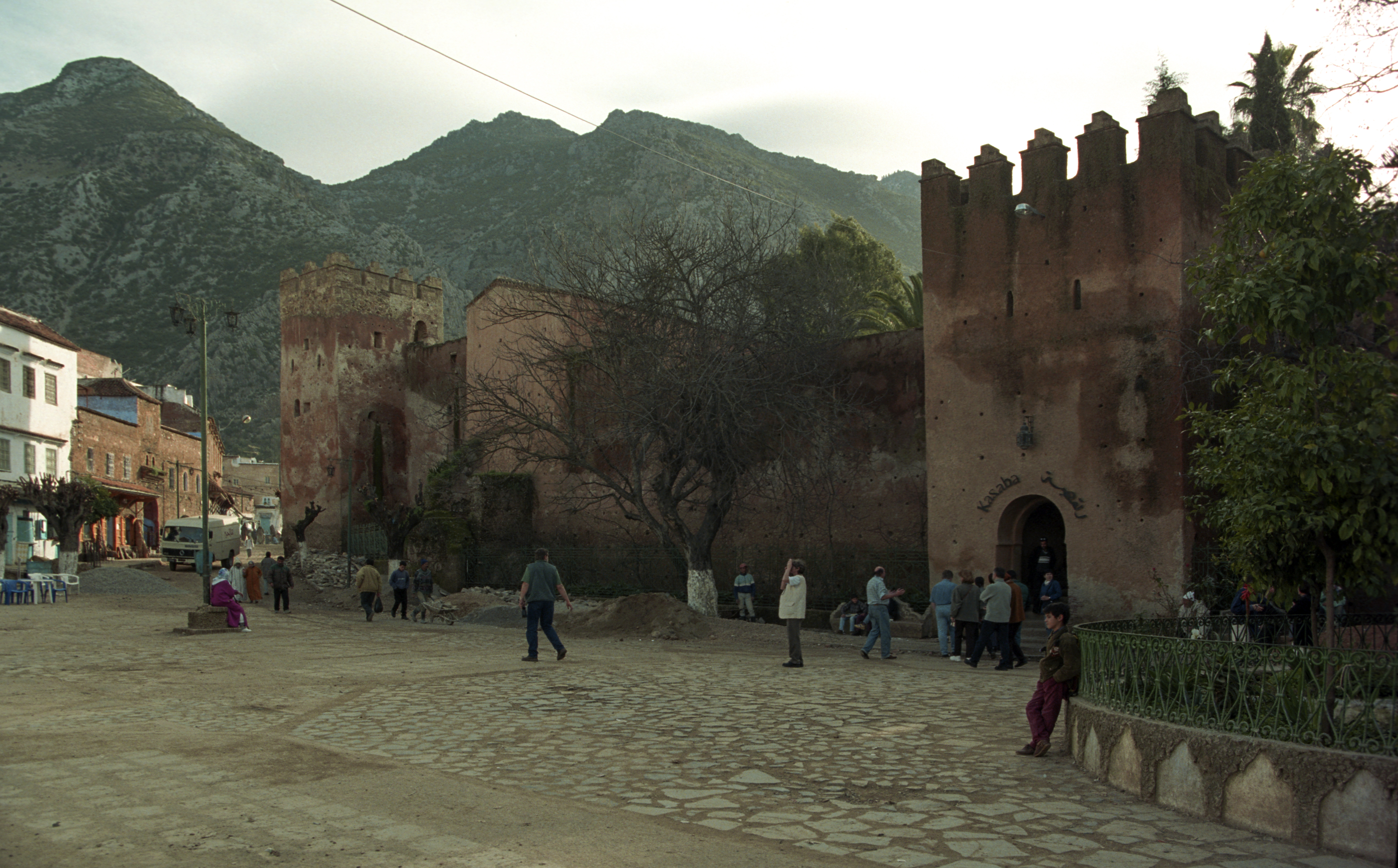
ساحة وطاء الحمام بجانب القصبة.

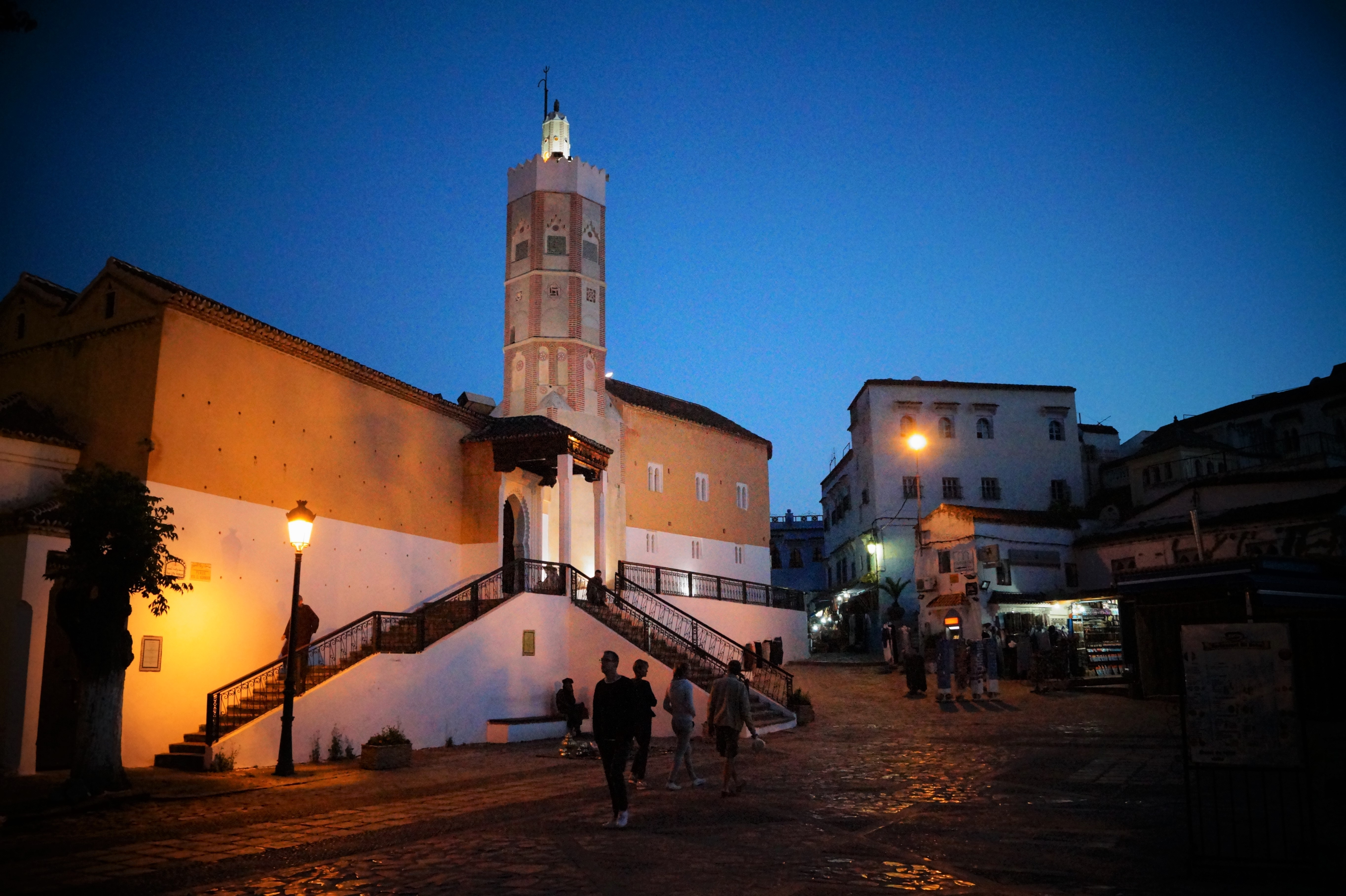
السّاحة بجانب المسجد الأعظم.

ساحة وطاء الحمّام هي ساحة عمومية تقعُ في مدينة شفشاون العتيقة، وتعد هذه الساحة من أهم معالم السياحة في مدينة شفشاون ، حيث تمتلك العديد من المعالم التاريخية العريقة مثل القصبة والمسجد الأعظم والتي بدورها من معالم الجذب الرئيسية للزوّار من جميع أنحاء العالم.
وهي من أكثر المناطق جلبًا للسيّاح في هذه المدينة.
تَبلغ مِساحتها 3000 متر مربّع. كما أنها قطب المدينة التاريخي والسياحي باعتبار كل الطرق تؤدي إليها.
صممت في البداية هذه الساحة لتكون مقرًا لسوق أسبوعي، يؤمه سكان الضواحي والمدينة. تغيرت وظيفة الساحة حاليًا من سوق أسبوعي إلى ساحة سياحية واحتلت المقاهي محل دكاكين البيع، كما زينت الساحة بنافورة مياه جميلة وبها تقام المهرجنات مثل: مهرجان الغر يا الشمالية والمهرجان الدولي للمسرح العربي.

## معالم السّاحة
- المسجد الأعظم
- القصبة
- المتحف الإثنوغرافي